# Canale Cavaticcio
Le canale del Cavaticcio est un canal artificiel de la province de Bologne en Italie du nord.

## Géographie
Le canale del Cavaticcio se trouve au centre historique de Bologne, c’est une des branches du canale di Reno à la hauteur de la via  Marconi il tourne à gauche et, au lieu-dit Largo caduti del Lavoro, puis avec un saut impressionnant, se précipite en via del Porto, où étaient situées les rives du port Navile, le port fluvial de Bologne.

## Histoire
Le long du Cavaticcio, se succédaient divers moulins à grain grâce à une chute de 14 mètres, qui est utilisée maintenant par une centrale hydro-électrique souterraine qui produit 8 200 MWh l'an.

## Économie
Ce canal distribuait[Quand ?] ses eaux aux petites industries situées le long de son cours et actionnait des roues à aubes des petits moulins installés dans les sous-sols des maisons ou, servait pour le nettoyage et le rinçage des tanneries et autres activités artisanales. Ces eaux subvenaient également pour les besoins domestiques courants de la population.